# Esgrima nos Jogos Pan-Americanos de 2019
As competições de esgrima nos Jogos Pan-Americanos de 2019 em Lima, Peru, foram serem realizadas de 5 a 10 de agosto na Escuela Militar de Chorrilos.
Foram realizados doze eventos, nas disciplinas de espada, florete e sabre. Em cada disciplina, haverá um evento individual e por equipes por gênero. Um total de 156 esgrimistas se classificaram para competir nos jogos. 

## Calendário
| Julho / Agosto | 24 | 25 | 26 | 27 | 28 | 29 | 30 | 31 | 1 | 2 | 3 | 4 | 5 | 6 | 7 | 8 | 9 | 10 | 11 |
| -------------- | -- | -- | -- | -- | -- | -- | -- | -- | - | - | - | - | - | - | - | - | - | -- | -- |
| Esgrima        |    |    |    |    |    |    |    |    |   |   |   |   | 2 | 2 | 2 | 2 | 2 | 2  |    |

|  | Dia de competição |  | Dia de final |

## Medalhistas
Eventos masculino
| Espada individual detalhes   | Rubén Limardo VEN Venezuela                                                      | Jesús Limardo VEN Venezuela                                                            | Jhon Édison Rodríguez COL Colômbia                                                              |  |  |  |
| Espada individual detalhes   | Rubén Limardo VEN Venezuela                                                      | Jesús Limardo VEN Venezuela                                                            | Yunior Reytor CUB Cuba                                                                          |  |  |  |
| Espada por equipes detalhes  | Reynier Henrique Humberto Aguilera Yunior Reitor Luis Enrique Patterson CUB Cuba | Santiago Lucchetti Alessandro Taccani José Félix Domínguez Jesús Lugones ARG Argentina | Jesús Limardo Gabriel Lugo Francisco Limardo Rubén Limardo VEN Venezuela                        |  |  |  |
|                              |                                                                                  |                                                                                        |                                                                                                 |  |  |  |
| Florete individual detalhes  | Gerek Meinhardt USA Estados Unidos                                               | Gustavo Alarcón CHI Chile                                                              | Maximilien van Haaster CAN Canadá                                                               |  |  |  |
| Florete individual detalhes  | Gerek Meinhardt USA Estados Unidos                                               | Gustavo Alarcón CHI Chile                                                              | Race Imboden USA Estados Unidos                                                                 |  |  |  |
| Florete por equipes detalhes | Race Imboden Nick Itkin Gerek Meinhardt USA Estados Unidos                       | Henrique Marques Heitor Shimbo Guilherme Toldo Alexandre Camargo BRA Brasil            | Jesús Limardo Mikhail Sweet Seraphim Hsieh Jarov Maximilien van Haaster Eli Schenkel CAN Canadá |  |  |  |
|                              |                                                                                  |                                                                                        |                                                                                                 |  |  |  |
| Sabre individual detalhes    | Daryl Homer USA Estados Unidos                                                   | Pascual Di Tella ARG Argentina                                                         | Harold Rodríguez CUB Cuba                                                                       |  |  |  |
| Sabre individual detalhes    | Daryl Homer USA Estados Unidos                                                   | Pascual Di Tella ARG Argentina                                                         | Shaul Gordon CAN Canadá                                                                         |  |  |  |
| Sabre por equipes detalhes   | Jeffrey Spear Eli Dershwitz Daryl Homer USA Estados Unidos                       | Eli Schenkel Shaul Gordon Farès Arfa Joseph Polossifakis CAN Canadá                    | Luis Enrique Correa Sebastián Cuéllar Pablo Trochez COL Colômbia                                |  |  |  |

Eventos feminino
| Espada individual detalhes   | Katharine Holmes USA Estados Unidos                                      | Patrizia Piovesan VEN Venezuela                                                     | Clara Isabel Di Tella ARG Argentina                                        |  |  |  |
| Espada individual detalhes   | Katharine Holmes USA Estados Unidos                                      | Patrizia Piovesan VEN Venezuela                                                     | Nathalie Moellhausen BRA Brasil                                            |  |  |  |
| Espada por equipes detalhes  | Isis Washington Catherine Nixon Katharine Holmes USA Estados Unidos      | Aymara Tablada Yamirka Rodríguez Seily Mendoza Diamelys González CUB Cuba           | Patrizia Piovezan María Gabriela Martínez Lizze Asis VEN Venezuela         |  |  |  |
|                              |                                                                          |                                                                                     |                                                                            |  |  |  |
| Florete individual detalhes  | Lee Kiefer USA Estados Unidos                                            | Jessica Guo CAN Canadá                                                              | Eleanor Harvey CAN Canadá                                                  |  |  |  |
| Florete individual detalhes  | Lee Kiefer USA Estados Unidos                                            | Jessica Guo CAN Canadá                                                              | Bia Bulcão BRA Brasil                                                      |  |  |  |
| Florete por equipes detalhes | Nicole Ross Lee Kiefer Jacqueline Dubrovich USA Estados Unidos           | Alanna Goldie Gabriella Page Jessica Guo Eleanor Harvey CAN Canadá                  | Denisse Hernández Melissa Rebolledo Nataly Michel MEX México               |  |  |  |
|                              |                                                                          |                                                                                     |                                                                            |  |  |  |
| Sabre individual detalhes    | Anne-Elizabeth Stone USA Estados Unidos                                  | María Belén Pérez Maurice ARG Argentina                                             | Alejandra Benítez VEN Venezuela                                            |  |  |  |
| Sabre individual detalhes    | Anne-Elizabeth Stone USA Estados Unidos                                  | María Belén Pérez Maurice ARG Argentina                                             | Gabriella Page CAN Canadá                                                  |  |  |  |
| Sabre por equipes detalhes   | Monica Aksamit Chloe Fox-Gitomer Anne-Elizabeth Stone USA Estados Unidos | Heyddys Ysabel Rossy Félix Violeta Ramírez Melody Martínez DOM República Dominicana | Marissa Ponich Pamela Brind'Amour Gabriella Page Eleanor Harvey CAN Canadá |  |  |  |

## Países participantes
Um total de catorze delegações classificaram equipes para as competições de esgrima. Os números em parênteses representam o número de participantes classificados.
- ARG Argentina (18)
- BRA Brasil (15)
- CAN Canadá (18)
- CHI Chile (3)
- COL Colômbia (13)
- CRC Costa Rica (1)
- CUB Cuba (14)
- DOM República Dominicana (4)
- MEX México (16)
- PAN Panamá (1)
- PER Peru (18)
- PUR Porto Rico (4)
- USA Estados Unidos (18)
- VEN Venezuela (13)

## Classificação
Um total de 156 esgrimistas se classificaram para competir. Cada nação pode inscrever um máximo de 18 atletas (nove por gênero). As sete primeiras equipes no Campeonato Pan-Americano de Esgrima de 2018, junto com os dois melhores atletas não classificados para o evento por equipes, se classificaram para a respectiva disciplina por gênero. O país-sede (Peru) classificou automaticamente o número máximo de 18 esgrimistas. O máximo de dois atletas por CON pode participar dos eventos individuais. 

## Quadro de medalhas
| Ordem | País                     | Medalha de ouro | Medalha de prata | Medalha de bronze |    |
| ----- | ------------------------ | --------------- | ---------------- | ----------------- | -- |
| 1     | USA Estados Unidos       | 10              |                  | 1                 | 11 |
| 2     | VEN Venezuela            | 1               | 2                | 3                 | 6  |
| 3     | CUB Cuba                 | 1               | 1                | 2                 | 4  |
| 4     | CAN Canadá               |                 | 3                | 6                 | 9  |
| 5     | ARG Argentina            |                 | 3                | 1                 | 4  |
| 6     | BRA Brasil               |                 | 1                | 2                 | 3  |
| 7     | CHI Chile                |                 | 1                |                   | 1  |
|       | DOM República Dominicana |                 | 1                |                   | 1  |
| 9     | COL Colômbia             |                 |                  | 2                 | 2  |
| 10    | MEX México               |                 |                  | 1                 | 1  |
| TOTAL | TOTAL                    | 12              | 12               | 18                | 42 |